# Communauté d'agglomération Val de France
Pour les articles homonymes, voir Val de France.
La communauté d'agglomération Val de France est une ancienne communauté de communes française née en 1997, devenue communauté d'agglomération en 2002, située à l'est du département du Val-d'Oise en Île-de-France.
Elle a disparu le 31 décembre 2015 en fusionnant avec d'autres pour former la nouvelle communauté d'agglomération Roissy Pays de France

## Historique
La communauté de Communes Val de France est née le 1er janvier 1997, à l’initiative des villes de Sarcelles et Villiers-le-Bel.
En 2000, la communauté s’élargit avec les arrivées d’Arnouville et Montmagny (qui décidera en 2001 de se retirer à la suite de l’élection d'une nouvelle équipe municipale).
La communauté de communes se transforme en communauté d’agglomération le 1er janvier 2002, dans le cadre des dispositions de la Loi relative au renforcement et à la simplification de la coopération intercommunale du 12 juillet 1999.
La ville de Garges-lès-Gonesse rejoint la communauté en 2002.
Dans le cadre des prévisions du schéma départemental de coopération intercommunale (SDCI) du Val-d'Oise de 2011, les villes de Bonneuil-en-France (qui aurait souhaité s'unir avec la communauté d'agglomération de l'aéroport du Bourget) et de  Gonesse  ont rejoint Val de France le 1er janvier 2014,.
Dans le cadre de la mise en œuvre de la loi MAPAM du 27 janvier 2014, qui prévoit la généralisation de l'intercommunalité à l'ensemble des communes et la création d'intercommunalités de taille importante, le préfet de la région d'Île-de-France approuve le 4 mars 2015 un schéma régional de coopération intercommunale qui prévoit notamment la « fusion de la communauté d'agglomération Val de France (95) et de la communauté d'agglomération Roissy Porte de France (95), et extension du périmètre du nouveau regroupement aux communes de Seine-et-Marne (77) suivantes : Claye-Souilly, Compans, Dammatin-en-Goële, Gressy, Le Mesnil-Amelot, Longperrier, Mauregard, Mitry-Mory, Moussy-le-Neuf, Moussy-le-Vieux, Othis, Rouvres, Saint-Mard, Thieux, Villeneuve-sous-Dammartin, Villeparisis », qui appartenaient auparavant à la communauté de communes Plaines et Monts de France.
Les préfets du Val-d'Oise et de Seine-et-Marne entérinent le 9 novembre 2015 la création de cette structure, qui prend la dénomination de communauté d'agglomération Roissy Pays de France et regroupe 42 communes à compter du 1er janvier 2016.
Cette création est faite à la satisfaction de certaines communes, mais malgré l'opposition notamment de la communauté de communes Plaines et Monts de France, de ses communes membres ainsi que du conseil général du département de Seine-et-Marne, d'une part, et des communes d’Arnouville et de Garges-lès-Gonesse, qui décident de saisir le Tribunal administratif de Cergy-Pontoise pour faire annuler l'arrêté préfectoral, notamment au titre d'une question prioritaire de constitutionnalité (QPC). L'opposition de la Seine-et-Marne est notamment liée au fait que ce sont les 17 communes les plus riches de  Plaines et Monts de France qui sont absorbées par Roissy Pays de France, dans le Val-d’Oise...
Le Tribunal administratif de Paris a, quant à lui,  suspendu le 6 janvier 2016, à la demande des communes de Garges-lès-Gonesse (Val-d’Oise) et de Dammartin-en-Goële (Seine-et-Marne), l'arrêté du préfet de la région Île-de-France fixant le nombre de délégués de chaque commune dans le conseil communautaire. Là également, les demandeurs soutenaient une QPC sur l'inconstitutionnalité éventuelle d'une perte par des conseillers communautaires élus au suffrage universel de leur mandat avant la fin de leur mandature . Cette ordonnance de référé a été annulée par le Conseil d’État le 10 février 2016, qui a jugé qu'il n'y avait pas lieu de transmettre la QPC au Conseil constitutionnel, ouvrant ainsi la voie à l'élection des membres du conseil communautaire et la mise en place de l'exécutif de la communauté d'agglomération,

## Territoire communautaire

### Géographie
À l’est du Val-d'Oise, au cœur du territoire de la Plaine de France, Val de France bénéficiait d’une situation géographique stratégique, à proximité des aéroports de Paris-Charles-de-Gaulle et du Bourget, et avec une liaison de transport urbain vers le centre de Paris situé seulement à 15 km.
La communauté d’agglomération était desservie par un réseau routier complet avec les nationales 1 et 16, à proximité de la Francilienne (N 104) et de l’autoroute A1. Deux gares de la ligne RER D sont situées sur le territoire, à Villiers-le-Bel/Arnouville et à Garges-lès-Gonesse/Sarcelles. Cette dernière est reliée à Saint Denis par le tramway T5 depuis l'été 2013.

### Communes membres
La Communauté d'agglomération Val de France regroupait, depuis le 1er janvier 2014, six communes, pour une population totale de 167 041 habitants :

| Nom                     | Code Insee | Gentilé       | Superficie (km2) | Population (dernière pop. légale) | Densité (hab./km2) |
| ----------------------- | ---------- | ------------- | ---------------- | --------------------------------- | ------------------ |
| Villiers-le-Bel (siège) | 95680      | Beauvillésois | 7,3              | 29 238 (2022)                     | 4 005              |
| Arnouville              | 95019      | Arnouvillois  | 2,84             | 14 898 (2022)                     | 5 246              |
| Garges-lès-Gonesse      | 95268      | Gargeois      | 5,47             | 42 388 (2022)                     | 7 749              |
| Sarcelles               | 95585      | Sarcellois    | 8,45             | 58 576 (2022)                     | 6 932              |
| Gonesse                 | 95277      | Gonessiens    | 20,09            | 26 959 (2022)                     | 1 342              |
| Bonneuil-en-France      | 95088      | Bonneuilleux  | 4,71             | 1 179 (2022)                      | 250                |

### Les collectivités voisines
- Écouen
- la communauté de communes de l'Ouest de la Plaine de France avec Saint-Brice-sous-Forêt
- la communauté d'agglomération de la Vallée de Montmorency avec Groslay  et Montmagny
- la communauté d'agglomération Plaine Commune, avec Villetaneuse, Pierrefitte-sur-Seine et Stains
- Bouqueval
- Dugny
- Aulnay-sous-Bois
- Le Blanc-Mesnil
- Tremblay-en-France

### Val de France en chiffres
- 362 agents (2014)

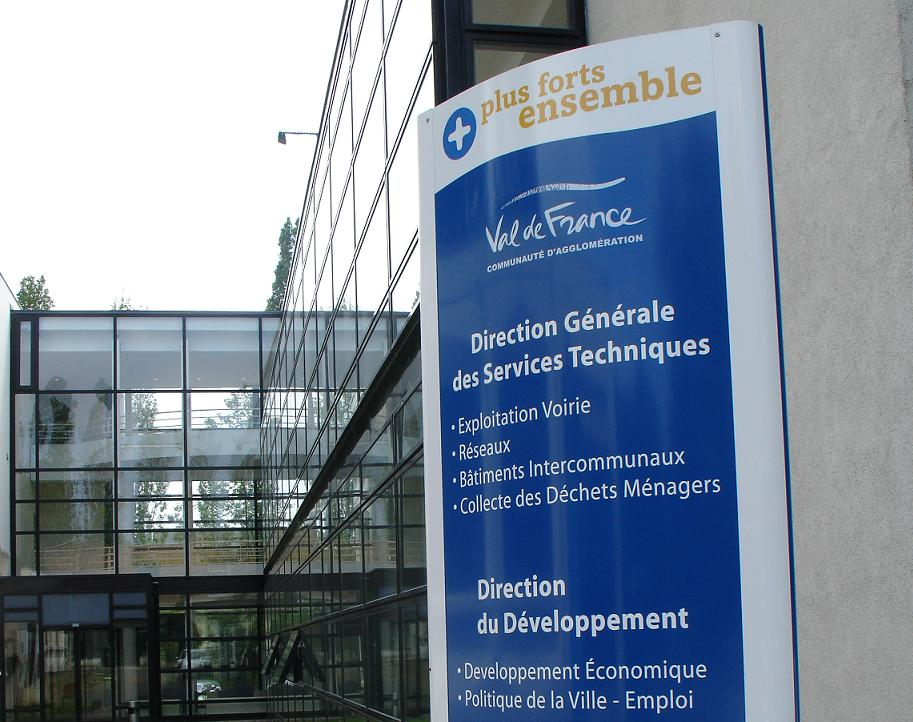
Centre Administratif et Technique Intercommunal à Sarcelles

- 1 siège administratif et 1 centre technique et administratif.
- 8 bibliothèques, 4 piscines et 1 patinoire.
- 4 structures de proximité pour les demandeurs d’emplois.
- 3 maisons de justice et du droit.
- 2 hôtels d’entreprise et des ateliers locatifs,
- 45 km de voie de circulation en gestion.

## Organisation

### Siège
Le siège de la communauté d'agglomération était 1, boulevard Carnot, 95400 Villiers-le-Bel.

### Élus
La Communauté de communes est administrée par son Conseil communautaire, composé, pour la mandature 2014-2015, de 63 conseillers communautaires, qui sont des conseillers municipaux  représentant chaque commune membre, à raison de :
- 21 délégués pour Sarcelles ;
- 15 délégués pour Garges-lès-Gonesse ;
- 10 délégués pour Gonesse et  Villiers-le-Bel ;
- 5 délégués pour Arnouville-lès-Gonesse ;
- 2 délégués pour Bonneuil-en-France[14].

Le conseil communautaire du 10 avril 2014 a réélu son président, Didier Vaillant, ancien maire de Villiers-le-Bel, ses 14 vice-présidents et un conseiller délégué 
,.

### Liste des présidents
| Période                                  | Période       | Identité               | Étiquette | Qualité |
| ---------------------------------------- | ------------- | ---------------------- | --------- | --- |
| Les données manquantes sont à compléter. |               |                        |           | |
| 1997                                     | 2007          | Dominique Strauss-Kahn | PS        | Ministre (1991 → 1993 et 1997 → 2001) Député du Val-d'Oise (8e circ.) (2001 → 2007) Maire de Sarcelles (1995 → 1997) Président du Fonds monétaire international (2007 → 2011) |
| décembre 2007                            | décembre 2015 | Didier Vaillant,       | PS        | Maire de Villiers-le-Bel (1997 → 2012), Conseiller général de Villiers-le-Bel (2008 → 2015) Président de la mission locale de l’Est du Val d’Oise                             |

### Compétences
La communauté d'agglomération exerçait les compétences qui lui ont été transférées par les communes membre, dans le cadre des dispositions du code général des collectivités territoriales. 
Il s'agissait de :
- Le développement économique  
  - Création, aménagement, entretien et gestion de zones d'activités industrielles, commerciales, tertiaires et artisanales qui sont d'intérêt  communautaire,
  - Actions de développement économique d'intérêt communautaire.

- L'aménagement de l'espace communautaire  
  - Élaboration de schémas directeurs et de schémas de secteur,
  - Création et réalisation de zones d'aménagement concerté d'intérêt communautaire.

- L'équilibre social de l'habitat  
  - Mise en œuvre sur le territoire communautaire d'un programme local de l'habitat permettant de définir un ensemble d'actions afin d'appliquer une politique cohérente en matière d'habitat.
  - Création, rénovation et gestion d'aires d'accueil des gens du voyage.

- La politique de la ville 
  - Mise en place de dispositifs contractuels de développement urbain, de développement local et d'insertion économique et sociale,
  - Mise en place de dispositifs locaux d'intérêt communautaire de prévention de la délinquance.

- Les voiries et parcs de stationnement 
  - La communauté d'agglomération assure la création, l'aménagement et l'entretien des voiries et des parcs de stationnement d'intérêt communautaire.

- La protection et la mise en valeur de l'environnement et du cadre de vie 
  - Lutte contre les nuisances sonores,
  - Lutte contre la pollution de l'air,
  - Élimination et traitement des déchets des ménages et des déchets assimilés.

- Les équipements culturels et sportifs 
  - Construction, aménagement, entretien et gestion d'équipements culturels et sportifs d'intérêt communautaire.

- Les actions culturelles et sportives ayant une dimension intercommunale
- Collecte et traitement des déchets municipaux

### Régime fiscal et budget
Comme toutes les communautés d'agglomération, Val de France était financée par la fiscalité professionnelle unique (FPU), qui a succédé à la Taxe professionnelle unique (TPU), et qui assure une péréquation fiscale entre les communes regroupant de nombreuses entreprises et les communes résidentielles  (anciennement taxe professionnelle unique - TPU), qui assure une péréquation fiscale entre les communes de la fiscalité générée par les entreprises du territoire.

### Organismes de regroupement
Val de France faisait partie du SIEVO, syndicat intercommunal regroupant 24 communes de l'Est du Val-d'Oise, qui s'est engagé dans l'élaboration d'un schéma de cohérence territoriale.

## Projets et réalisations

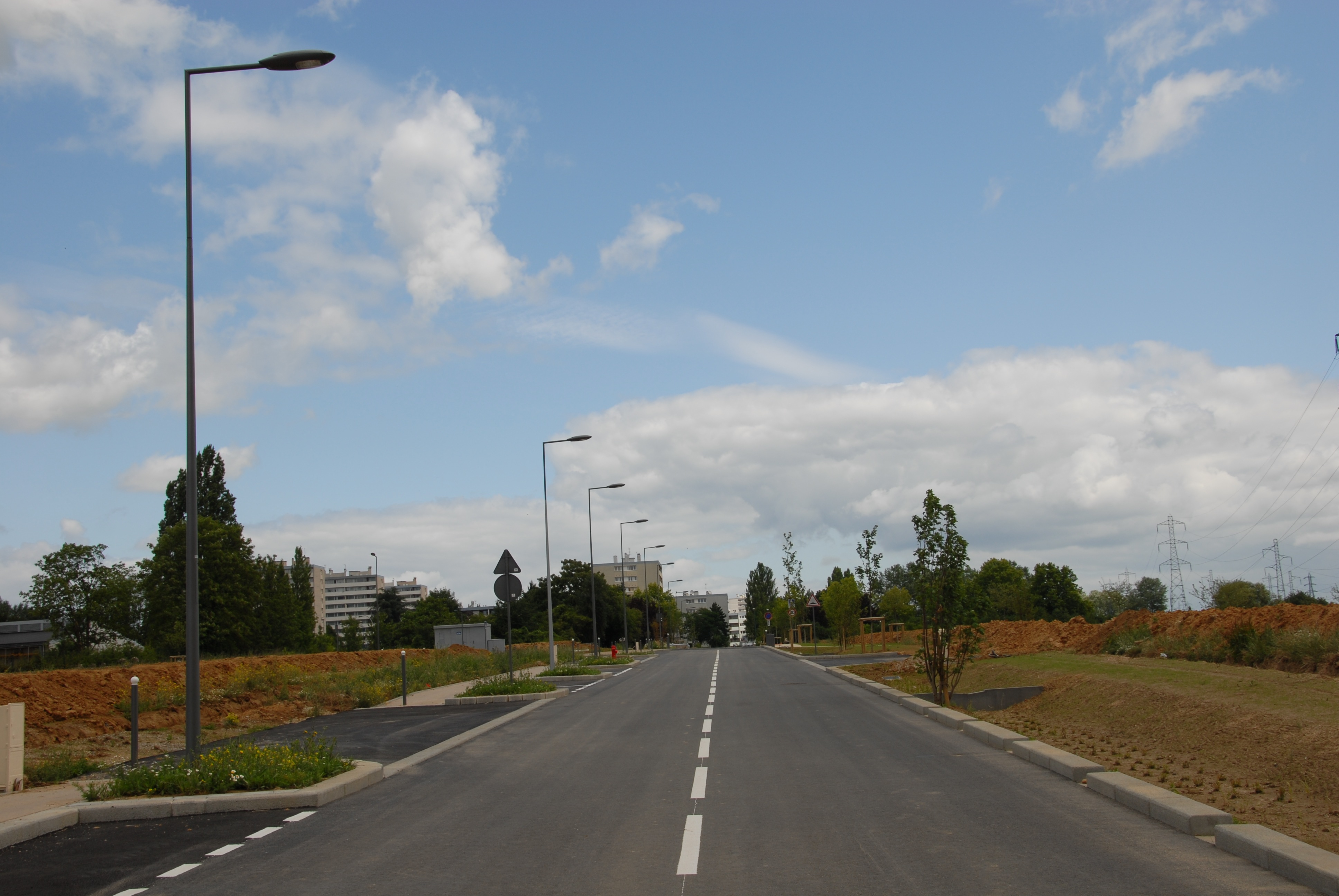
ZAC des Tissonvilliers III.

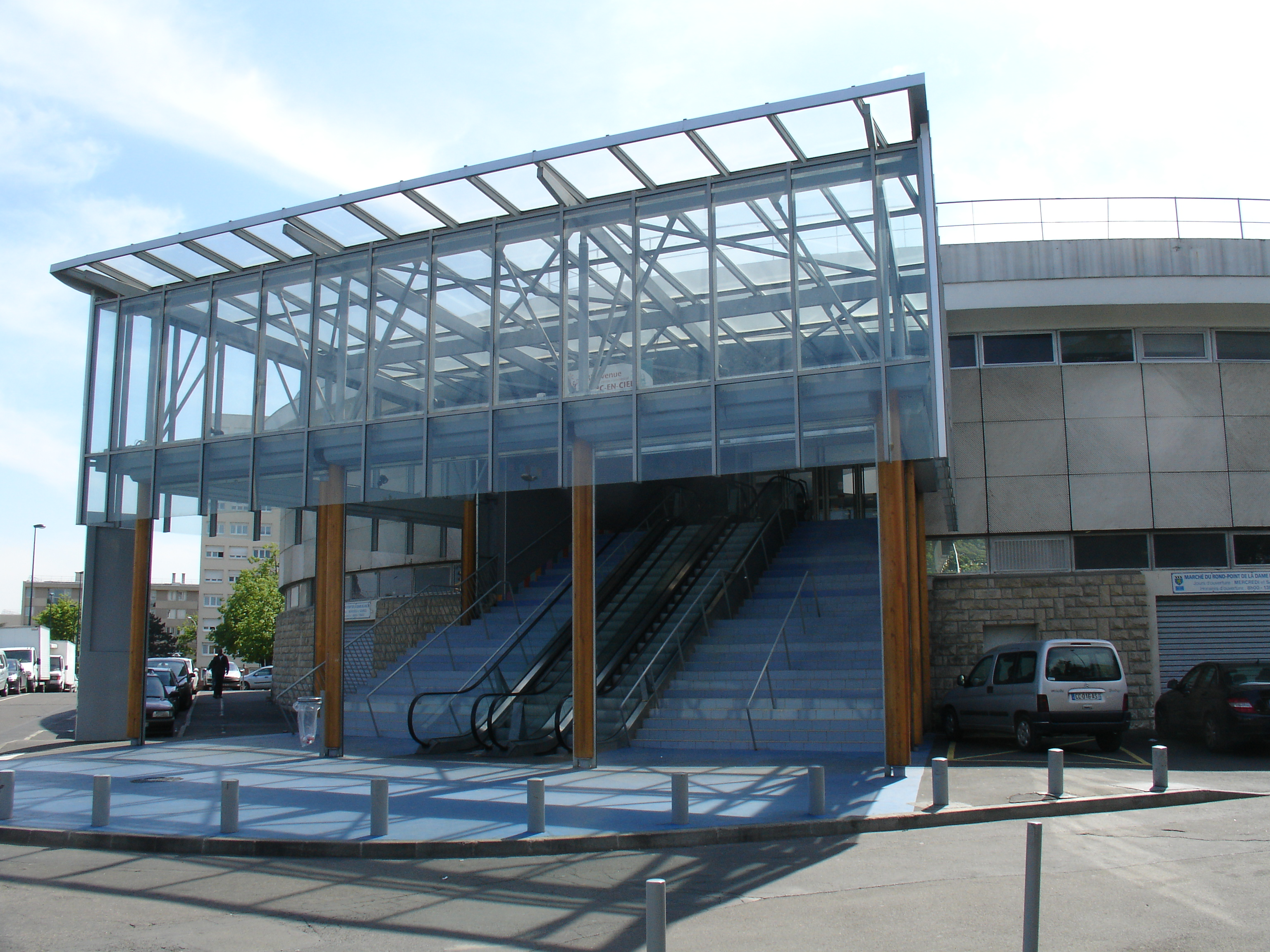
Centre commercial Arc en ciel à Garges-lès-Gonesse.

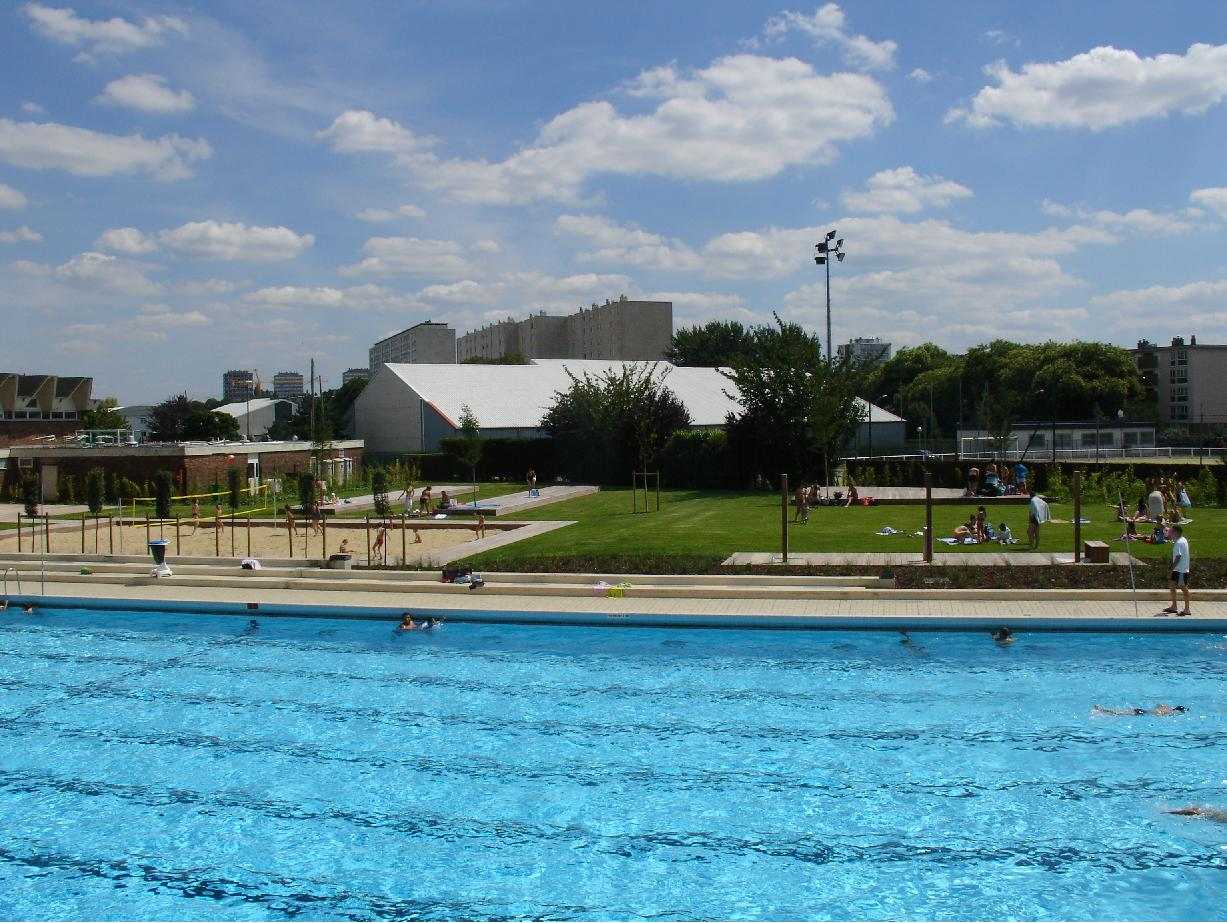
Centre aquatique intercommunal "Christiane et Guy Canzano" à Sarcelles.

Les divers projets et réalisations de la communauté d'agglomération Val de France sont issus du contrat d'agglomération.
- ZAC des Tissonvilliers III à Villiers-le-Bel : aménagement de dix hectares de terrain situés dans le périmètre de la Zone Franche Urbaine de Villiers-le-Bel
- Restructuration du centre commercial Arc en Ciel de Garges-lès-Gonesse
- Restructuration du centre Aquatique Intercommunal de Sarcelles
- ZAC de l’Entre Deux / Pointe Trois Quarts à Sarcelles

### Grand Paris
Dans le cadre du développement territorial du Grand Paris, la communauté d'agglomération Val de France signe, le 27 février 2014, le 9e contrat de développement territorial qui organise le développement des territoires situés aux abords des gares du Grand Paris Express. Ce contrat prévoit la création de nouvelles infrastructures de transport ainsi que l'aménagement de la Plaine de France.